# Indulgență (creștinism)

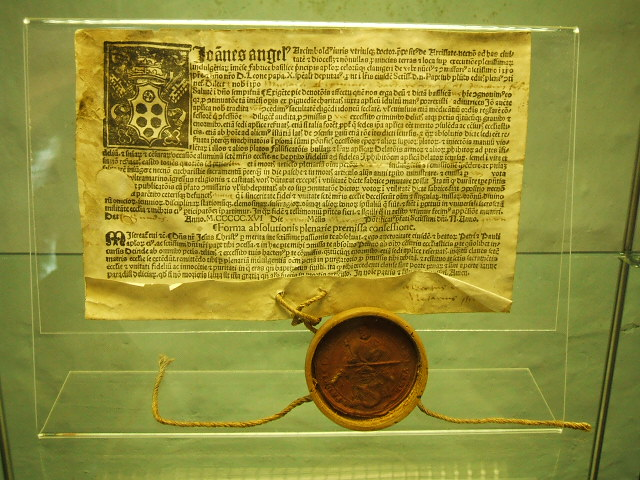
Scrisoare de indulgență, Muzeul de Istoria Culturii din Stralsund

Indulgența este iertarea în fața lui Dumnezeu a pedepsei vremelnice datorate păcatelor a căror vină este ștearsă deja, iertare pe care credinciosul catolic bine dispus sufletește o obține în condiții determinate, prin acțiunea Bisericii care, în calitate de distribuitoare a răscumpărării, împarte și aplică, prin autoritatea ei, tezaurul îndestulărilor aduse de Hristos și de sfinți.
Indulgența este parțială sau plenară, după cum eliberează în parte sau în totalitate de pedeapsa vremelnică cauzată de păcat. Indulgențele pot fi aplicate celor vii sau celor răposați.

## Diferența dintre vină și pedeapsă
Indulgențele iartă pedeapsa vremelnică și nu vina (pentru care este nevoie de dezlegare sacramentală la spovedanie care, de fapt, se cere și ca o condiție pentru dobândirea indulgenței însăși).
În stare de „pasibilitate” de pedeapsă (veșnică sau vremelnică) se ajunge pentru că păcatul acționează împotriva ordinii morale instituite de Dumnezeu. Vina este starea îndepărtării de Dumnezeu (sau chiar ura față de Dumnezeu), la care se ajunge prin jignirea lui Dumnezeu, inerentă oricărui păcat.
După iertarea vinei, nu întotdeauna este iertată și întreaga pedeapsă vremelnică. Aceasta se iartă o dată cu vina la Botez sau la primirea dezlegării sacramentale cu căință deosebit de intensă, asemănătoare celei a tâlharului cel bun de pe cruce (cf. Lc 23, 43).

## Ce NU este indulgența
Indulgența nu este o iertare a vinei (v. mai sus). De asemenea, nu poate ierta păcatele viitoare (și nici pedepsele lor). De asemenea, indulgența nu se limitează la iertarea unei pedepse bisericești, ci este valabilă înaintea lui Dumnezeu. Trebuie precizat însă că indulgența iartă numai pedeapsa ca îndestulare; ea nu scutește de obligația de a-l despăgubi pe aproapele de daunele provocate printr-un păcat și nici de îndatorirea de îndreptare a vieții sau de a face pocăință.

## Pedeapsa vremelnică pentru păcate
Orice păcat are diferite urmări. Potrivit lui Toma de Aquino, urmările păcatului ce-l privesc pe cel care l-a săvârșit sunt trei: pata, pedeapsa și rămășițele.
- pata păcatului exprimă, simbolic, faptul că, după ce actul păcătos trece, în suflet rămâne o situație asemănătoare cu pătarea unui obiect lucios; această pată poate fi înlăturată prin har
- rămășițele păcatului sunt dispoziții sufletești care rămân chiar după iertarea vinei, cauzate de faptele săvârșite, dar care sunt slabe, nu-l pot domina pe om (de pildă înclinația spre rău, obiceiuri rele, dar nu ca aparținând unui viciu, ci doar ca o slăbiciune spirituală)
- pedeapsa este de două feluri: 
  - cea referitoare la suflet, la timpul prezent este pierderea harului și tulburarea conștiinței, iar în viitor corespunde osândei veșnice
  - a doua reprezintă o pedeapsă accidentală, ținând de infirmitățile trupești și alte pedepse vremelnice.

Expresia pedeapsă vremelnică se referă la mai multe realități:
- pedeapsă potrivit legii din Vechiul Testament
- pedeapsa disciplinară bisericească și îndestularea (epitimia) primită la spovedanie
- consecințele intrinseci păcatului ca act în sine
- purificarea în Purgatoriu.

Dintre aceste tipuri de pedepse temporale, singura care poate fi obiect al indulgenței este pedeapsa purificatoare a Purgatoriului. Totuși, nu este vorba de o legătură directă între indulgența acordată și diminuarea pedepsei Purgatoriului (deși au existau interpretări greșite în această direcție). Biserica impune îndestulări pentru a-i ajuta pe credincioși să se purifice de pedeapsa vremelnică ce li se cuvine pentru păcate (de care sunt deja dezlegați). Dacă penitenții nu împlinesc îndestularea sau nu recurg la alte mijloace, există convingerea că va fi necesară o purificare după moarte. Prin indulgențe se iartă o pedeapsă vremelnică la care ar corespunde, potrivit canoanelor penitențiale antice, o anumită pocăință.
Johann Georg Keyssler relatează că romano-catolicii cred că indulgențele se referă numai la viitor. De exemplu, își imaginează că o persoană care, pentru a-și purifica sufletul, ar trebui să rămână în Purgatoriu 100.000 de ani, va fi eliberată după trecerea a 10.000 de ani dacă a avut grijă ca în timpul vieții să își procure indulgențe pentru 90.000 de ani. În catedrale și în bisericile principale se află 7 altare privilegiate, care trebuie vizitate în acest scop, și care sunt evidențiate cu inscripția latină Unum ex septem Altaribus (unul din cele șapte altare). 

## Tezaurul Bisericii
Tezaurul Bisericii (expresie care uneori nu pare tocmai fericită) "nu este o însumare de bunuri, cum ar fi bogățiile materiale, adunate în decursul veacurilor, ci este valoarea infinită și nesecată pe care o au la Dumnezeu ispășirile și meritele lui Christos, Domnul nostru, oferite pentru ca omenirea să fie eliberată de păcat și să ajungă la comuniunea cu Tatăl; este însuși Cristos, Răscumpărătorul, în care se află, vii, îndestulările și meritele răscumpărării. Acestui tezaur îi aparține deopotrivă prețul cu adevărat imens, incomensurabil și mereu nou pe care îl au la Dumnezeu rugăciunile și faptele bune ale Preafericitei Fecioare Maria și ale tuturor sfinților, care, mergând pe urmele lui Cristos Domnul, prin harul lui s-au sfințit și și-au împlinit lucrarea încredințată de Tatăl; astfel, lucrând la propria mântuire, au conlucrat deopotrivă la mântuirea fraților lor în unitatea Trupului mistic" 
Altfel spus, "tezaurul" Bisericii se bazează pe "împărtășirea Sfinților": sfințenia unuia le folosește celorlalți, mult mai mult decât a putut păcatul unuia să dăuneze celorlalți. Astfel, recurgerea la împărtășirea sfinților îi dă păcătosului căit posibilitatea de a se purifica mai devreme și mai eficient de pedepsele păcatului.

## Condițiile pentru dobândirea indulgenței
Pentru dobândirea indulgenței, trebuie efectuată lucrarea indulgențiată și îndeplinite trei condiții:
- spovedania sacramentală
- împărtășania
- rugăciunea după intenția Papei (concret, un Tatăl nostru și Bucură-te Marie sau altă rugăciune, potrivit evlaviei fiecăruia).

Indulgența dobândită poate fi "aplicată" în folosul propriu sau al unor creștini răposați.
Lucrarea indulgențiată, în Evul Mediu, putea consta și în contribuții bănești la construirea de spitale, poduri și biserici. Deoarece această practică a dus la numeroase abuzuri (lucru criticat, de pildă, de Martin Luther), în 1567, Papa Pius al V-lea a hotărât eliminarea acestui tip de lucrare indulgențiată.
În prezent, lucrările înzestrate cu indulgențe sunt, de exemplu:
- participarea, la sărbătoarea lui Christos Rege, la rugăciunea de închinare a neamului omenesc lui Isus Christos
- participarea la adorație euharistică
- recitarea Rozariului în comun
- recitarea imnului Acatist
- vizitarea unui cimitir sau a unei biserici parohiale în ziua de 2 noiembrie (indulgențe pentru răposați)
- participarea la exerciții spirituale
- primirea binecuvântării papale urbi et orbi

Cu anumite ocazii (de pildă, Anul jubiliar 2000), Sfântul Scaun stabilește lucrări indulgențiate specifice.

## Vânzarea de indulgențe
Deoarece acordarea indulgențelor a fost de obicei legată de bani, „The Catholic Encyclopedia” a constatat că: „Această practică a fost extrem de periculoasă și a devenit curând o sursă fructuoasă a răului... un mijloc de a strânge bani... indulgențele au fost folosite de către clerici lacomi ca mijloc de câștig bănesc... abuzurile au fost foarte răspândite"! Pentru a putea finaliza lucrările la Catedrala Sfântul Petru din Roma, papa a întreprins o campanie de strângere a banilor prin acordarea de indulgențe. Principalul promotor al comerțului cu indulgențe în Germania a fost Albrecht de Brandenburg, arhicancelar și arhiepiscop de Mainz. Martin Luther a început să se pronunțe împotriva vânzării de indulgențe și, în cele din urmă, împotriva indulgențelor ca atare. El a fost denunțat de Papa Leon al X-lea pentru că a spus: „Indulgențele sunt înșelătorii pioase... În fața dreptății lui Dumnezeu, indulgențele nu sunt de nici un folos celor care le câștigă pentru îndepărtarea pedepsei datorată păcatului lor real". Acest conflict a declanșat Reforma Protestantă.

## Controversele din vremea Reformei
Critici referitoare la indulgențe apar încă înainte de Luther (nu numai împotriva abuzurilor practicii indulgențelor, ci și împotriva teologiei lor). Printre critici se numără John Wycliffe, Jan Hus, Johannes Ruchrath von Wesel, Pedro Martínez de Osma. La 31 octombrie 1517, Martin Luther a început să-și apere Cele 95 de teze, în care erau criticate și indulgențele, lucru care este considerat începutul Reformei sau măcar unul din momentele cele mai importante. În 1520, Papa Leon al X-lea a condamnat unele afirmații cuprinse în aceste teze.
O dată cu desfășurarea evenimentelor, controversele legate de Reforma protestantă au neglijat indulgențele, concentrându-se asupra altor teme mai importante. Pe de altă parte, unele din abuzurile semnalate în criticile lui Luther referitoare la indulgențe au fost eliminate de autoritatea Bisericii prin desființarea indulgențelor legate de contribuții bănești. 
Critica lui Luther referitoare la indulgențe trebuie plasată într-o sferă mai amplă, care cuprinde domeniul penitenței în general. 
În această privință, trebuie remarcată diferența de terminologie. Reformatorii resping deosebirea între păcat și pedeapsă pentru păcate, ajungând să critice teologia catolică pentru că ar avea o „dublă înțelegere a păcatului“. De fapt, catolicii vorbesc de o dublă pedeapsă pentru păcat.
Reformatorii au propus un mod mai simplu de a privi pocăința, înlăturând îndestularea, ispășirea, mărturisirea detaliată dar, pe de altă parte, unele elemente marginale sau corelate, cum ar fi indulgența sau pedeapsa vremelnică, le-au perceput ca făcând parte din pocăința însăși, așa cum o înțeleg catolicii. Deci înainte de a ajunge la indulgență, există divergențe în privința ispășirii și a pedepsei. Potrivit reformatorilor, nu le revine creștinilor să ispășească, pentru că singura ispășire a fost împlinită de Christos. Participarea credincioșilor la lucrarea Răscumpărării nu este pusă în discuție numai în cazul creștinilor luați individual, ci și în cazul întregii Biserici. Biserica transmite mântuirea și este în stare să mijlocească, în timp ce în învățătura catolică, Biserica nu numai că transmite mântuirea, ci și cooperează la ea; nu numai mijlocește, ci poate și dezlega cu autoritate. Acest mod de a concepe îndreptățirea, mântuirea, se răsfrânge, evident, și asupra modului de a percepe indulgențele.